# AI-22
AІ-22（烏克蘭語：АІ-22），是烏克蘭伊夫琴科-進步設計專為商業及區間運輸用途的雙轉子渦輪扇發動機，因缺乏市場而未能量產。

## 開發
1980年代末，札波羅結「進步」機械製造設計局（伊夫琴科-進步前身）為DV-2家族設計一款「DV-22」，旁通比5、推力可達35kN、燃料消耗率40kg/kN/h，但未投產。
1990年代，伊夫琴科-進步以DV-2為基礎，針對俄國區間客機Tu-324、Yak-48設計出AI-22發動機，由烏克蘭馬達西奇、俄國庫茲涅佐夫和喀山飛機廠合製，並於1999年4月28日首次啟動、2000年9月26日試俥；然而前述機型僅紙上階段且無其他客戶，因此AI-22也未量產。
由於AI-22與DV-22相關數據等近似，出現將兩者視為同一款發動機的情形。此外，承接DV-2產權的斯洛伐克HTC-AED亦推出同樣市場定位的「DV-2.40」。

## 技術資料
数据来源： 伊夫琴科-進步官網、TatCenter

### 概况
- 类型： 單級風扇雙轉子高旁通比渦輪扇發動機
- 长度： 3060→3010mm
- 直径： 1398mm (風扇: 1020mm)
- 淨重： 765kg

### 组件
- 压缩机： 5段低壓、7段高壓
- 燃烧室： 環形燃燒室、16個噴油嘴
- 涡轮： 1級高壓、3級低壓

### 性能
- 最大推力： 3755→3820Kgf
- 总压比： 15.49
- 旁通比： 4,57→4.94
- 涡轮前温度： 1450°K
- 燃料消耗率： 64.2kg/kN/h (0.63lb/hr/lbf)
- 功率重量比：

## 外部連結
- AI-22 - Ivchenko-Progress （俄文）（英文）
- AI-22 turbofan engine - Motor Sich[] （俄文）（英文）